# Alsóház
Az alsóház kétkamarás parlamentekben az egyik kamara szokásos elnevezése. A másik a felsőház.
Bár neve alapján kevésbé fontosnak tűnik, a világ számos törvényhozásában az alsóház a nagyobb hatalommal rendelkező kamara.[forrás?]

## Sajátosságai
A felsőházzal szemben az alsóházak gyakran a következő sajátosságokkal rendelkeznek.
Hatalmuk
- Parlamentáris rendszerekben az alsóház:
  - A modern időkben az alsóháznak általában sokkal nagyobb hatalma van, miközben a felsőház hatalmát korlátozzák.
  - Vannak jogai a felsőház döntéseinek felülírására.
  - Bizalmatlansági indítvánnyal elmozdíthatja a kormányt.
  - A kivétel Ausztrália, ahol a Szenátusnak jelentős, a Képviselőházéhoz mérhető hatalma van, és Olaszország, ahol a Szenátusnak pontosan ugyanazok a jogai, mint az alsóháznak.

- Elnöki rendszerekben az alsóház:
  - Valamivel kisebb hatalommal rendelkezik, mivel bizonyos kormánydöntésekhez csak a felsőház tanácsára, illetve jóváhagyására van szükség (például bizonyos kinevezések).
  - Kizárólagos joga van a kormányzat közjogi felelősségre vonására, aminek az eljárását aztán a felsőház folytatja le.
  - Gyakran a jogköre meghozni a kormányzati jövedelmet biztosító törvényeket.

Az alsóház státusza
- Mindig közvetlenül választják, miközben a felsőház tagjai lehetnek közvetlenül, vagy közvetve megválasztottak, vagy kinevezettek is.
- Tagjait más módszerrel választhatják, mint a felsőház tagjait.
- A népesebb közigazgatási egységek nagyobb képviseletet kapnak benne, mint a felsőházban, mivel a képviseletük általában a lakossággal arányos.
- Gyakrabban választják.
- Tagjait mind egyszerre választják, nem pedig részletekben, elcsúsztatva.
- a parlamentáris rendszerekben a kormányzat feloszlathatja.
- Több tagja van.
- Teljes, vagy eredeti ellenőrzése van a költségvetési és pénzügyi törvények felett.
- Alacsonyabb a tagok jelölhetőségi korhatára.

## Fordítás
Ez a szócikk részben vagy egészben  a   Lower house című angol Wikipédia-szócikk ezen változatának fordításán alapul.  Az eredeti cikk szerkesztőit annak laptörténete sorolja fel. Ez a jelzés csupán a megfogalmazás eredetét és a szerzői jogokat jelzi, nem szolgál a cikkben szereplő információk forrásmegjelöléseként.